# Europa-Union Parlamentariergruppe Deutscher Bundestag
Die Europa-Union Parlamentariergruppe Deutscher Bundestag (EUD PG DB) ist eine Parlamentarische Gruppe der überparteilichen Europa-Union Deutschland, die am 4. Juli 2007 gegründet wurde.

## Ziele und Arbeit
Ziel der Gruppe ist die Europäisierung des Deutschen Bundestages: Europapolitik werde zunehmend die innerdeutsche Fachpolitik bestimmen. Deshalb sei es eine große Chance, über die Europa-Unions-Mitglieder in den Fachausschüssen des Deutschen Bundestages diesen Prozess europafreundlich zu begleiten. Die Arbeit der Europa-Union-Parlamentariergruppe erfolgt in Form von Veranstaltungen und politischen Initiativen. 2010 organisierte die Gruppe zusammen mit der Europa-Union Parlamentariergruppe Europäisches Parlament eine gemeinsame überparteiliche Bewertung der neuen Mitwirkungsmöglichkeiten des Deutschen Bundestages im Rahmen des Lissaboner Vertrages.

## Vorstand
Vorsitzender der Parlamentariergruppe in der 20. Legislaturperiode des Deutschen Bundestags war Yannick Bury (CDU). Stellvertretende Vorsitzende waren die Abgeordneten Thomas Hacker (FDP), Chantal Kopf (Bündnis 90/Die Grünen) und Josip Juratovic (SPD).
In der 19. Wahlperiode des Deutschen Bundestags konstituierte sich der Vorstand aus dem Vorsitzenden der Gruppe Manuel Sarrazin (Bündnis 90/Die Grünen) und den Stellvertretenden Thomas Hacker (FDP), Josip Juratovic (SPD), Katrin Staffler (CSU) und Elisabeth Winkelmeier-Becker (CDU).
Im 18. Deutschen Bundestag bestand der Vorstand aus Florian Hahn (CSU), Josip Juratovic (SPD), Günter Krings (CDU, Parlamentarischer Staatssekretär beim Bundesminister des Innern), Manuel Sarrazin (Bündnis 90/Die Grünen) und Norbert Spinrath (SPD). Zum Vorsitzenden wurde am 8. April 2014 Manuel Sarrazin gewählt. Traditionell stellt ein Vertreter der Oppositionsparteien den Vorsitz.
Im 17. Deutschen Bundestag bestand der Vorstand aus Günter Krings (CDU/CSU), Eva Högl (SPD, damaligen Vizepräsidentin der Europa-Union Deutschland), Michael Georg Link (FDP), und Manuel Sarrazin (Bündnis 90/Die Grünen). Zum Vorsitzenden wurde am 21. Januar 2010 Manuel Sarrazin gewählt.
Zuvor gehörten dem Vorstand die Bundestagsabgeordneten Günter Krings (CDU/CSU), Johannes Jung (SPD), Michael Georg Link (FDP), und Rainder Steenblock (Bündnis 90/Die Grünen) an.

## Mitglieder
Der Parlamentarischen Gruppe gehörten in der 16. Legislaturperiode des Deutschen Bundestages 108 Abgeordnete als ordentliche Mitglieder an, die zugleich Mitglied der Europa-Union Deutschland sind. Im 17. Deutschen Bundestag ist die Gruppe auf über 170 Abgeordnete gewachsen. In der 19. Legislatur waren 181 Abgeordnete Mitglied der Europa-Union-Parlamentariergruppe und in der 20. Legislatur 182 Mitglieder.